# Distretto di Sulakyurt
Il distretto di Sulakyurt (in turco Sulakyurt ilçesi) è uno dei distretti della provincia di Kırıkkale, in Turchia.